# Stormufti

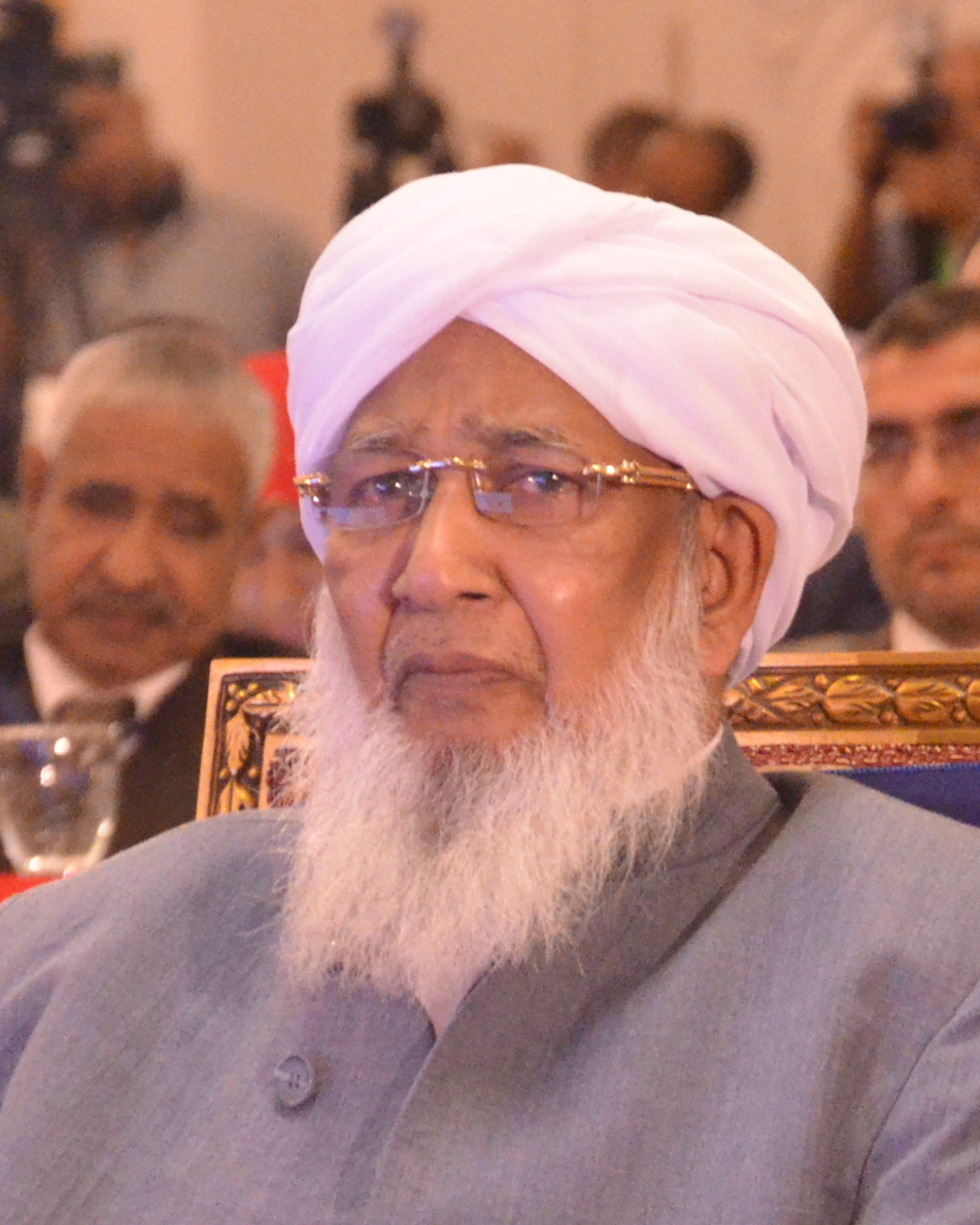
Sheikh Abubakr Ahmad, stormufti i Indien

Stormufti, ämbetsman i muslimska länder utsedd och auktoriserad av staten för att vara den högste rådgivaren i frågor om islamisk praxis, i huvudsak tolkningsfrågor rörande religiös lag (sharia). Stormuftin är i regel överordnad alla andra muftier i en jurisdiktion. Det utlåtande en stormufti ger kallas fatwa.
Ämbetet förknippas främst med sunniislam samt ibaditisk islam.

## Historia
Det var det Osmanska riket som etablerade systemet med en mufti överordnad samtliga andra. Stormuftin av Konstantinopel sågs sedan sent 1500-tal som överhuvud för det religiösa etablissemanget och innehade inte bara ämbetets prestige utan praktiskt byråkratiskt och juridiskt ansvar. Därifrån spreds systemet till bland annat Egypten under Muhammed Ali och idag finns 16 länder med en officiellt erkänd stormufti.

## Nutida stormuftier
- Den nuvarande stormuftin av Saudiarabien utses av landets monark och är sedan 1999 Abdul-Aziz Al al-Sheikh. Landets stormuftiämbete har gått i arv hos den mäktiga släkten Al ash-Sheikh sedan Saudiarabiens grundande.
- Stormuftin av Syrien utses av landets president och är sedan 2005 Ahmad Badreddin Hassoun. Han är en av landets främsta sunnitiska förespråkare av president Bashar al-Assad.